# 浙海关
浙海關，為清朝設置於浙江寧波府鄞縣的一處戶部稅關，五口通商後又改設海關，現存浙海關舊址建築。

## 沿革
康熙二十三年（1684年），因應海禁撤銷，設浙海關於寧波，由浙江巡撫管理、委寧紹台道監督稅務，分設稅口於大關、古窯、小港、湖頭渡、象山、瀝海、乍浦、家子口、江埠、白橋、溫州、瑞安、平陽，專門徵收海舶貨稅。商船進出口貨物皆按貨品斤數或絲絹匹數課稅，其餘以個別件數計算者則按價值高低估徵。徵稅額每年35,908兩有奇，贏餘44,000兩。康熙三十四年（1695年）分設稅署於定海。乾隆二十二年（1757年）實施一口通商，海舶全部停靠粵海關，裁撤浙海關。
道光二十二年（1842年）鴉片戰爭後五口通商，重設浙海關於寧波，由南洋通商大臣管理。咸豐十一年（1861年）聘用外國人1人擔任稅務司，仍由寧紹台道監督。

民國後改設浙海關監督，由國務總理呈請大總統任命。1941年，日軍控制浙海關。1946年恢復浙海關，1948年9月改制為江海關寧波分關。